# جابر الخاقاني
جابر الخاقاني (1357- 1404 هـ / 1938- 1984 م) باحث أدبي، ومحقِّق عراقي.

## سيرته
ولد جابر بن عبد الحميد بن عيسى الخاقاني في النجف، عام 1357هـ/ 1938م، لأسرة علمية عريقة نبغ فيها عددٌ من العلماء والفقهاء. أكمل دراسته الأوَّلية في النجف، ثم تخرَّج في كلية الفقه عام 1962.
مارس التدريس في الإعداديات بالنجف وبغداد، وأسهم في الحركة الأدبية بالنجف بعضويته في أبرز مؤسستين للثقافة: (منتدى النشر) و(جمعية الرابطة الأدبية)، وألقى فيهما شعرًا وبحوثًا في الآداب. وعند إقامته في بغداد عام 1969 كان له حضورٌ متميِّز في (جمعية المؤلفين والكتَّاب العراقيين)، فقد كان أحدَ أعضائها البارزين، ومديرًا لتحرير مجلتها (الكتاب) في عامي 1974 و1975.

## آثاره
1. (شعر الوزير المهلَّبي) نشرته مجلة (المورد) عام 1974.
2. (شعر ابن طَباطَبا العلوي) نشرته جميعة المؤلفين والكتَّاب العراقيين، عام 1975.
3. (أقباس) كتاب مدرسي للمرحلة الإعدادية.
4. وشارك في عدد من الكتب المدرسية غيره.[3]

## وفاته
توفي جابر الخاقاني عام 1404هـ / 1984م، عن عمر ناهز 47 عامًا.